# نجد بلس (حارة)

تعديل مصدري - تعديل

نجد بلس هي إحدى حارات حي يريم بمدينة يريم أحد مدن محافظة إب، بلغ تعداد سكانها 379 نسمة حسب تعداد اليمن لعام 2004.